# Юльянкі
Юльянкі (пол. Julianki) — село в Польщі, у гміні Паженчев Зґерського повіту Лодзинського воєводства.